# Det engelsk-tyske flådekapløb
Det engelsk-tyske flådekapløb var en bemærkelsesværdig og skelsættende oprustning af de engelske og tyske flåder i perioden fra 1898 til 1914, da oprustningen kulminerede i 1. verdenskrig, som en af de vigtigste faktorer til krigens start . Det Tyske Kejserrige med kejser Wilhelm 2. og flådesekretær Alfred von Tirpitz i spidsen havde længe drømt om en mægtig flåde, der kunne beskytte landet mod den mægtige Royal Navy og samtidig fastholde og kontrollere de mange kolonier, Tyskland besad. En kraftig udvidelse af Kaiserliche Marine fandt sted igennem to tiltag i henholdsvis 1898 og 1900 i et forsøg på at opnå en flåde, der bare tilnærmelsesværdigt var på størrelse med Royal Navy, hvilket pirrede englænderne, der ikke havde haft nogen konkurrence i pladsen om den største flåde siden Slaget ved Trafalgar i 1805. Englænderne begyndte selv ivrigt at udvide og modernisere deres egen flåde ledet af admiral John Fisher. Det Britiske Imperie havde nemlig i 1889 indført en "tomagts"-politik hvori den britiske flåde skulle være større end den næststørste og den tredjestørste flåde sammenlagt. I mange år havde disse to flåder været den franske og russiske med en mulig erstatning af den sidstnævnte med U.S. Navy efter den Russisk-japanske krig i 1905, der viste sig at være fatal for den russiske flåde. 
Den tyske trussel mod herredømmet til vands kom meget overraskende overfor det det britiske parlament, da landet havde en kort kystlinje og færre kolonier end for eksempel Frankrig og Spanien. Derfor blev den pludselige opbygning også set som en fjendtlig udspilning mod den britiske dominans og Storbritannien selv. Storbritannien begyndte derfor også at udvikle et nyt krigsskib, som skulle være uden nogen modstander og dermed være fuldkommen uovervindelig. Sådan et skib gik i produktion i 1905 og blev senere offentliggjort den 10. februar 1906 under navnet HMS Dreadnought. HMS Dreadnought blev mødt med en uset popularitet og blev brugt som antitysk propaganda og som symbol for britisk storhed og dominans. Skibet ville senere ligge navn til en skibsklasse nemlig Dreadnought-klassen, som der ivrigt blev produceret under 1. verdenskrig. Den første tyske Dreadnought ved navn SMS Nassau blev offentliggjort i 1908. Ved 1. verdenskrigs udbrud havde de to lande lanceret i alt 46 dreadnoughts.
Flådekapløbet efterlod forholdet mellem de to stormagter iskoldt, selvom landene egentlig havde haft fornuftige nok forhold inden kapløbet. En følelse af mistillid og fjendtlighed overfor den anden nation skyllede igennem begges befolkninger, og jingoisme og patriotisme blev udbredt blandt de to befolkninger, der begge ivrigt støttede ekspansionerne. Selvom flådekapløbet langt fra startede 1. verdenskrig, sikrede det, at Det Britiske Imperie med stor sandsynlighed ville støtte Ententemagterne, hvilket hun gjorde eftersom relationerne mellem landene aldrig blev det samme igen.